# Нородом Нарадипо
Нородом Нарадипо (10 февраля 1946 года, Пномпень — 1976?) — камбоджийский принц, член королевской семьи, старший сын короля Камбоджи Нородома Сианука и принцессы Сисоват Моникессан. Пропал без вести во время геноцида в Камбодже, предположительно убит Красными Кхмерами.

## Биография
Нородом Нарадипо родился 10 февраля 1946 года в Пномпене (Камбоджа, Французский Индокитай). Отец — Нородом Сианук, король Камбоджи, мать — принцесса Сисоват Моникессан, дочь короля Монивонга.
Получил образование в Пномпене, окончил Пекинский университет под руководством самого премьер-министра КНР Чжоу Эньлая. По возвращении в Камбоджу свободно владел китайским языком, работал редактором одной из правительственных газет, выходившей на китайском языке. Назывался в качестве возможного преемника Сианука на королевский престол. Во время мартовского переворота 1970 года был арестован путчистами Лон Нола, в 1973 году был освобожден и эмигрировал в КНР. В конце 1975 года вместе с отцом вернулся в Камбоджу, однако пропал без вести в 1976 году.
Во время правления Красных Кхмеров Сианук потерял связь со своими детьми. Находясь под домашним арестом, Сианук неоднократно обращался к руководству Красных Кхмеров с просьбой разрешить ему увидеться со своими детьми, но никакого ответа так и не получил.